# Ирис призматический
И́рис призмати́ческий, или Каса́тик призмати́ческий (лат. Iris prismatica) — вид многолетних травянистых растений рода Ирис (Iris) семейства Ирисовые (Iridaceae).

## Ботаническое описание
Корневище поверхностное либо слегка погружено в почву, узловые корни отсутствуют. Стебель прямостоячий, тонкий, достигает длины 50–60 см.
Листья прикорневые со слегка ребристыми пластинками, 30–60 см в длину и 2–5 мм в ширину. Покрывало бледно-коричневое, узко-ланцетное.
Соцветие цимоидное с 1–3 сиренево-голубыми цветками. Чашелистики бледно-сиреневые, темнеющие у основания. Лепестки обратно-ланцетные, 3,5–4,5 см в длину. Наружные доли околоцветника имеют округлую форму и достигают 2 см в длину, внутренние доли короче наружных.
Завязь трёхгранная, стилодий изогнут. Плодоножка проявляется из прицветника, имеет длину 3–7 см и несколько уплощённую форму. Коробочки трёхгранные и заострённые, с длиной 3–4 см и шириной 1,2–1,4 см. Гнёзда содержат по одному ряду гладких семян грушевидной формы, от тёмно-жёлтого до коричневого цвета.
Кариотип 2n = 42.
Цветёт с апреля по июль.

## Ареал
Распространён на Восточном побережье США и юго-востоке Канады (Новая Шотландия и Онтарио). Произрастает на болотистой местности, прибрежных лугах, а также на берегах водоёмов.